# Sawinskoje (Kraj Chabarowski)
Sawinskoje (ros. Савинское) – wieś w Rosji, w Kraju Chabarowskim, w rejonie ulczskim. W 2012 roku liczyła 321 mieszkańców.